# Barberino di Mugello
Barberino di Mugello é uma comuna italiana da região da Toscana, província de Florença, com cerca de 9.515 habitantes. Estende-se por uma área de 133 km², tendo uma densidade populacional de 72 hab/km². Faz fronteira com Calenzano, Cantagallo (PO), Castiglione dei Pepoli (BO), Firenzuola, San Piero a Sieve, Scarperia, Vaiano (PO), Vernio (PO).

## Demografia
| Variação demográfica do município entre 1861 e 2011                               |
|                                                                                   |
| Fonte: Istituto Nazionale di Statistica (ISTAT) - Elaboração gráfica da Wikipedia |